# 130/50 B-13
Il 130/50 B13 era un cannone navale sovietico progettato nel periodo interbellico e impiegato su larga scala durante la Seconda guerra mondiale. Rimasto in produzione fino al 1954, venne utilizzato anche da Finlandia (come preda bellica), Egitto e Cina.

## Progetto
La nascita del progetto risale alla fine degli anni '20, quando la Gosudarstvennyy Obukhovskiy Zavod, fabbrica di Leningrado, iniziò a lavorare su una commessa ricevuta dalla marina militare sovietica per la costruzione di un nuovo modello di cannone da 130 mm che sostituisse il più datato 130/45. La necessità di risolvere alcuni problemi emersi in fase di progettazione richiese ben sei anni di studio. Il via libera alla produzione, infatti, venne dato solamente nel 1935, anno in cui vennero costruiti i primi 12 esemplari.

## Caratteristiche tecniche
Il cannone era un 130 mm per 50 calibri di lunghezza (la canna, cioè, era lunga 6,5 metri) e aveva una massa di 5 tonnellate. A seconda del tipo di munizione con la quale veniva caricato, esso aveva una gittata teorica che oscillava tra i 3000 e i 28000 metri. La cadenza di fuoco al minuto era invece compresa tra i 5 e i 13 colpi, mentre la velocità alla volata era di 830 m/s. L'alzo del pezzo andava invece dai -5° ai +45°.

## Utilizzo
Avendo un'origine navale, il cannone fu impiegato soprattutto in quell'ambito, venendo installato su imbarcazioni di superficie o su sottomarini oppure montato all'interno di casematte, talvolta binato, per un utilizzo legato alla difesa costiera. In un secondo momento, tuttavia, esso sarebbe stato adoperato per una funzione differente rispetto a quella per cui era stato progettato: l'utilizzo contro bersagli terrestri. In questa nuova veste, il B-13 venne installato  su treni, divenendo così un cannone ferroviario in piena regola. Al contempo furono intrapresi degli studi per il suo utilizzo come arma anticarro nell'ambito del progetto relativo al SU-100Y.

### Ruolo anticarro

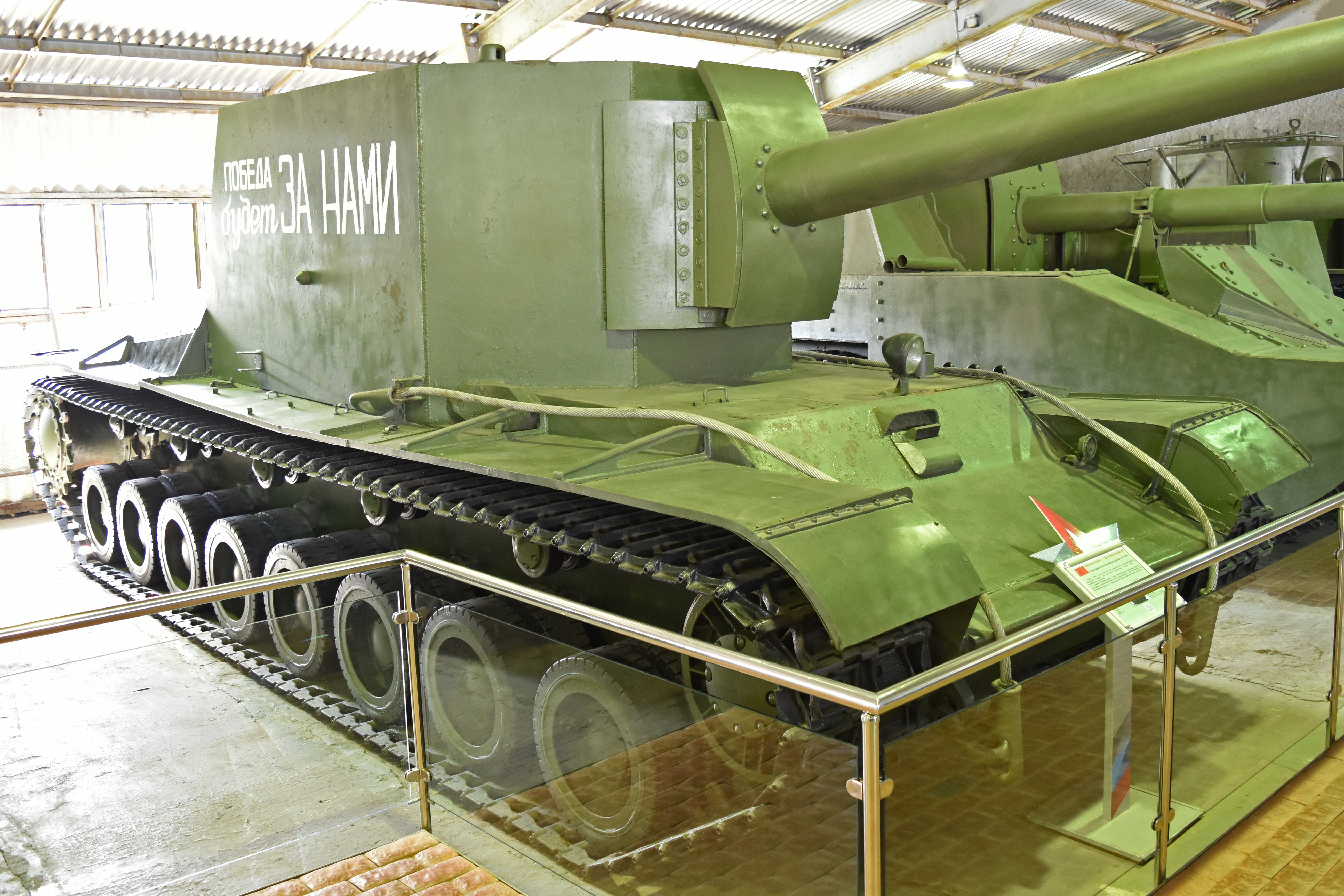
Il B-13 montato sul SU-100Y esposto al Museo di Kubinka

Tra il 1939 e il 1940, l'Armata Rossa valutò la fattibilità dell'uso del B-13 per un impiego su cacciacarri. Il cannone venne installato all'interno di una grossa casamatta corazzata di 60 mm di spessore simile, per dimensioni e forma, alla torretta del KV-2. La casamatta avrebbe poggiato a sua volta sullo scafo opportunamente modificato del T-100, un carro multitorretta sperimentale. Il veicolo così ottenuto, denominato SU-100Y, venne costruito in un solo esemplare, oggi visibile presso il Museo dei mezzi corazzati di Kubinka.